# Álvaro Obregón, Álvaro Obregón
Álvaro Obregón är en kommunhuvudort i Mexiko.   Den ligger i kommunen Álvaro Obregón och delstaten Michoacán de Ocampo, i den södra delen av landet, 200 km väster om huvudstaden Mexico City. Álvaro Obregón ligger 1 893 meter över havet och antalet invånare är 8 120.
Terrängen runt Álvaro Obregón är platt åt nordost, men åt sydväst är den kuperad. Terrängen runt Álvaro Obregón sluttar norrut. Runt Álvaro Obregón är det ganska tätbefolkat, med 86 invånare per kvadratkilometer. Närmaste större samhälle är Cuitzeo del Porvenir, 19,7 km nordväst om Álvaro Obregón. I omgivningarna runt Álvaro Obregón växer huvudsakligen savannskog.